# Kopalnia Węgla Kamiennego Andaluzja
Kopalnia Węgla Kamiennego Andaluzja (niem. Andalusiengrube ) – kopalnia węgla kamiennego w Piekarach Śląskich, w dzielnicy Brzozowice-Kamień, która działała samodzielnie od 1911 do około 1999 roku  .

## Historia
Kopalnia została założona w 1903 roku z połączenia pól górniczych Andalusien, Rest Phoenix, Rest Oppurg oraz Kronprinzess . Należały one do Guidona Henckel von Donnersmarcka, który sprzedał je w 1908 roku spółce Schlesische AG für Bergbau und Zinkhüttenbetrieb . Zakład był budowany w latach 1908–1912, a wydobycie rozpoczęto w 1911 roku . Wydobycie datuje się na 1912 rok kiedy wyniosło ono 14 594 t węgla. Od 1915 roku zaczęło się właściwe wydobycie węgla które w tym roku wyniosło 174 431 t węgla oraz wysyłanie go koleją normalnotorową. W maju 1913 roku wybuchły strajki górnicze skierowane przeciwko niemieckim kapitalistom. Strajkujący domagali się podwyżek oraz skrócenia czasu pracy do 8 godzin dziennie. W strajku wzięli także udział górnicy z Andaluzji. W okresie przed I wojną światową i podczas niej 90% pracowników administracji i kierownictwa stanowili Niemcy. Trzon zaś załogi stanowili mieszkańcy Kamienia oraz sąsiednich wsi. Po 1920 roku zakład przejęła spółka Śląskie Kopalnie i Cynkownie w Katowicach . W wyniku powstań śląskich i plebiscytu kopalnia Andaluzja od 1 kwietnia 1922 roku znalazła się w granicach odradzającej się Rzeczypospolitej, ale jej właścicielami pozostali Niemcy. W 1924 roku postanowiono zamknąć kopalnię, przez wzgląd na złą jakość wydobywanego węgla. Załoga rozpoczęła strajk przeciw zamknięciu kopalni, który trwał od 26 lipca do 18 sierpnia 1924 roku. Strajk oraz interwencja Rady Zakładowej odsunęły groźbę zamknięcia kopalni, lecz właściciel zredukował kadrę o 700 osób. Kolejne zwolnienia nastąpiły w 1930 (200 osób), 1932 (120 osób), 1933 roku (250 osób). Po ataku III Rzeszy na Polskę teren znalazł się w granicach Niemiec. Kopalnia, uruchamiając nowe pokłady zwiększyła wydobycie do 941 090 t węgla w 1942 roku. Podczas II wojny światowej osadzono około 300 osób w przykopalnianym obozie do ciężkich prac, a 41 pracowników kopalni zamordowano. Został poświęcony im pomnik znajdujący się przy cechowni Kopani Andaluzja (aktualnie znajduje się on przy kościele św. ap. Piotra i Pawła w Kamieniu).
Podczas wycofywania się wojsk hitlerowskich w kopalni powstał komitet kopalniany, który miał zapobiec zniszczeniu kopalni przez Armię Hitlera oraz Armię Czerwoną. W 1945 roku przy kopalni w Brzozowicach-Kamieniu utworzono obóz pracy przymusowej dla więźniów, internowanych i jeńców. Przebywało w nim w 1945 roku przeszło 400 osób. Zlikwidowano go na przełomie kwietnia i maja 1949 roku . Po II wojnie światowej upaństwowiony zakład wcielono do Bytomskiego Zrzeszenia Przemysłu Węglowego . Po wojnie chęć dużych zysków przy minimalnych nakładach doprowadziła do wydobycia pokładów grubych i czystych położonych przy szybach wydobywczych. W wyniku takiej polityki zasoby szybko zostały wybrane. Podjęto więc decyzję o konieczności wydobycia partii górniczych daleko położonych od szybów i filarów ochronnych. W latach 70 i 80 uruchomiono nowe poziomy 415 i 615. W 1973 roku liczba zatrudnionych w kopalni wyniosła 5085 osób, w tym 4558 robotników. Kopalnia uzyskała najlepszy w swojej historii wynik w zakresie wydajności pracy wynoszący 3312 kg/pr.dn. W 1977 roku wydobycie liczone było już na 4 388 180 ton węgla. Wydobycie do 1985 roku wahało się w granicach 4 milionów ton, a w latach 90. spadło w okolice 1 500 000. W latach 2003–2007 wydobycie wyniosło średnio ponad 3,2 milionów ton węgla.
W latach 1993–2003 zakład należał do Bytomskiej Spółki Węglowej SA; w latach 1998–1999 funkcjonował jako KWK Andaluzja Spółka z o.o., który w lutym 1999 roku postawiono w stan likwidacji. Wydzielono Zakład Górniczy Brzeziny Spółka z o.o., który został połączony przekopem z kopalnią Piekary w styczniu 2002 roku. Zakład Górniczy Brzeziny został podzielony na dwie części, jedną z nich postawiono w stan likwidacji w grudniu 2002 roku, drugą włączono do kopalni Piekary, która od lutego 2003 roku trafiła do Kompanii Węglowej. Wydobycie ze złoża Andaluzja i Brzeziny w latach 1912–2007 wyniosło ogółem 153 217 052 ton węgla. 

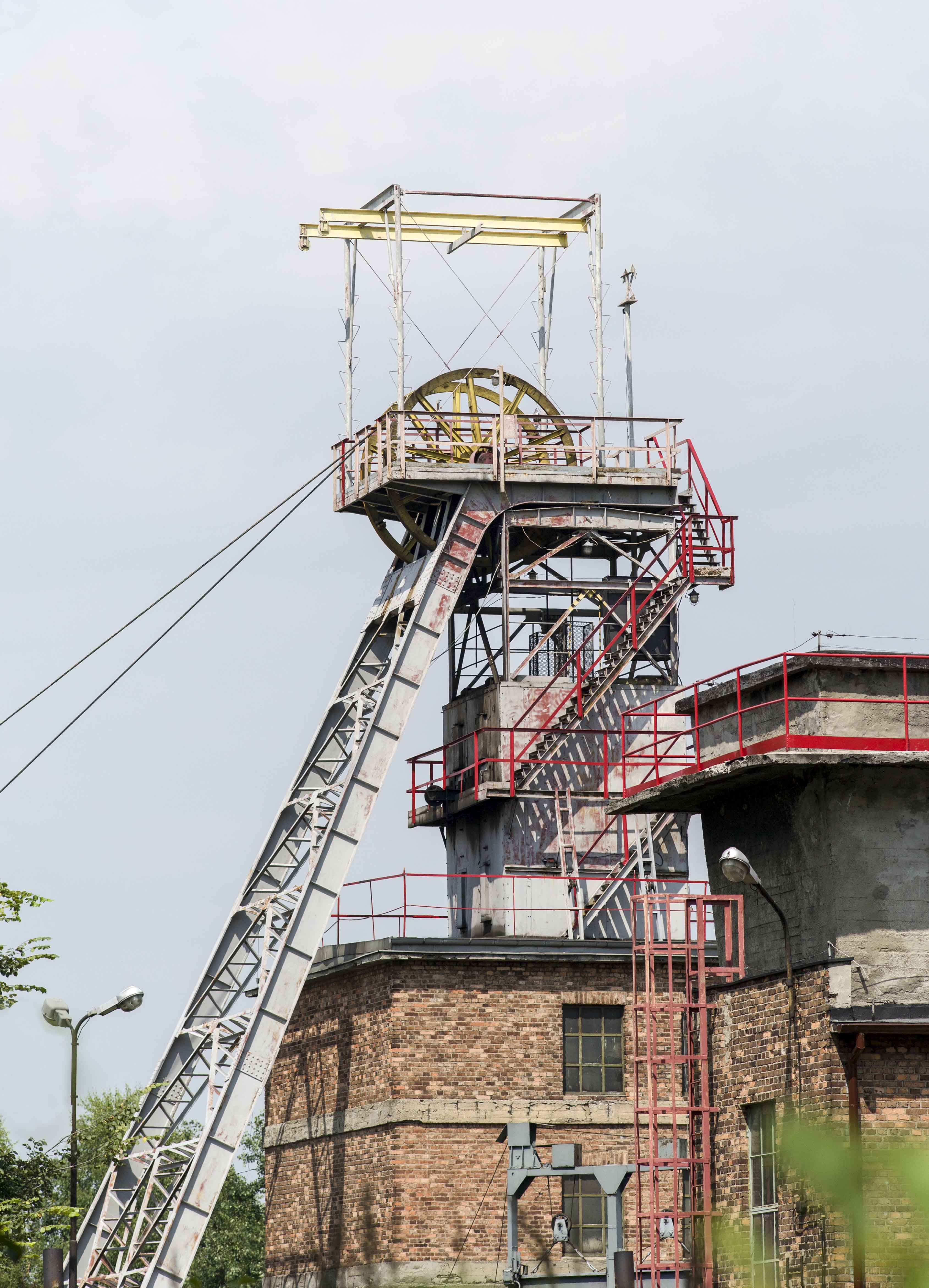
Wieża wyciągowa szybu Dołki (2013)

Kopalnia posiadała cztery szyby: Sienkiewicz, Reymont, Żeromski oraz szyb wentylacyjno-podsadzkowy Dołki. Zakład do doprowadzania podsadzki wykorzystywał również ukończony w 1962 roku szyb Julian III (Bobrowniki) kopalni Julian, który znajdował się w Bobrownikach.

### Likwidacja
W 1999 roku kopalnia została postawiona w stan likwidacji działając pod nazwą Z.G. „Brzeziny” Sp. z o.o. W 2006 roku zapadła decyzja o likwidacji zakładu. Wyburzono blisko 200 budynków kopalni; w 2009 roku zniszczono wieżę szybu Reymont, w 2012 – wieżę szybu Sienkiewicz, a 10 marca 2014 roku została wyburzona wieża wyciągowa szybu Żeromski . Niewykorzystane złoża węgla z filarów ochronnych kopalni postanowiono eksploatować poprzez pobliską kopalnię Piekary , później KWK Bobrek-Piekary . Jedynym pozostałym szybem po kopalni Andaluzja jest szyb Dołki, wykorzystywany m.in. do transportu załogi kopalni Bobrek-Piekary.

### Nazwa
Znane są dwie hipotezy dotyczące genezy nazwy. Pierwsza z nich mówi, że została nazwana na cześć żony dyrektora generalnego Richarda Remé, która była Hiszpanką pochodzącą z Andaluzji. Druga hipoteza bardziej zakorzeniona wśród miejscowych wywodzi się z połączenia imion Anda i Luiza, czyli dwóch córek Donnersmarcka.